# 나쁜 상사
《나쁜 상사》는 2018년에 개봉하는 대한민국의 애니메이션 영화이다.

## 줄거리
어두운 과거를 숨긴 채 엘리트로 새 삶을 살고 있는 승규. 그 앞에 한때 자신을 파멸시켰던 김민이 신입사원으로 들어온다. 승규는 온갖 수단을 통해 김민을 밟아버리기로 결심하고, 그가 사랑하는 여자 영조에게 계획적으로 접근해 유혹한다. 승규는 영조의 직속상사로 모태솔로 그녀가 동경에 마지않는 남자. 그녀는 팀장 승규의 저돌적인 대시와 치명적인 매력에 빠지고 마는데…
사랑보다 달콤한 거짓말로 시작된 복수의 덫 처절한 복수극의 승자는 누가 될 것인가?

## 출연진 (성우)
- 김장 - 권승규 역 (목소리)
- 김서영 - 채영조 역 (목소리)
- 정미숙 - 백혜미 역 (목소리)
- 민승우 - 김민 역 (목소리)